# معاليه أدوميم
مستوطنة معاليه أدوميم (و بالعبرية: מַעֲלֵה אֲדֻמִּים) مستوطنة إسرائيلية بالضفة الغربية. مقامة على أجزاء كبيرة من أراضي بلدتي العيزرية وأبو ديس الفلسطينيتين، تقع على بعد 7 كيلومتر شرق مدينة القدس.
بلغ عدد سكانها سنة 2013 نحو 39 ألف مستوطن وفي 2018 نحو 41 ألف مستوطن. أُسست المستوطنة سنة 1975 ويعتبرها الصهاينة اليوم ضاحية إسرائيلية للقدس. يعمل أغلب سكانها في مدينة القدس وتل أبيب.

## تاريخ
أقيمت المستوطنة في منطقة الخان الأحمر بدايةً كمنطقة صناعية، ثم جرى توسيعها باستمرار، إلى أن أصبحت مدينة استيطانية، على أراضي الفلسطينيين.

### توسيع المستوطنة
في عام 1991 أعلن شارون عن خطة لتوسيعها، ليبلغ عدد المستوطنين فيها إلى 50 ألفا بدلاً من 15 ألفا، وتصل مساحتها إلى 50 ألف دونم.
و حسب الخطة التي أعلن عنها في حينه، سيتم توسيع الأراضي الواقعة تحت سيطرة مجلس المستوطنة باتجاه الغرب، وستتصل (معاليه أدوميم) تقريبا مع الأحياء الاستيطانية في القدس مثل (بسغات زئيف)، وستشرف الحدود الجديدة للمستوطنة على قرى ومخيمات فلسطينية مثل أبو ديس وشعفاط والعيزرية والزعيم، ما يعني أن أراضي المستوطنة ستنحدر إلى قلب منطقة مسكونة بحوالي 100 ألف مواطن فلسطيني.
إيلي هارنير، المسئول عن التخطيط الاستراتيجي في المستوطنة، ادعى أن الأراضي التي ستنضم إلى حدود مجلس المستوطنة، تشمل فقط ما سماه أراضي دولة، ولكن نظرة إلى خريطة الخطة تظهر أن في داخل المنطقة الجديدة المضافة إلى حدود المستوطنة أراض تعود ملكيتها للمواطنين الفلسطينيين والتي لن يكون بوسع أصحابها استخدامها بأي شكل كان.
النيات الصهيونية اتضحت حين أعلن هارنير نفسه لاحقا، أن الواقع الجديد سيحرك أصحاب الأراضي العرب باتجاه بيع أراضيهم، وبهذا ينشأ تواصل لأراضي الدولة ضمن الحدود بأكملها.
وعملياً فإن معظم الأراضي صودرت وجرى طرد عشيرة عرب الجهالين من أراضيهم للسيطرة عليها والقيام بتوسيع المستوطنة.

### في عام 1996 م
عام 1996، كشف النقاب عن خطة جديدة لتسريع ضم عدد من المستوطنات الواقعة على ما يسمى الخط الأخضر إلى المدينة المقدسة، وهي تشمل ضم مستوطنات (معاليه أدوميم)، و(جعفات زئيف) و(ميتسور أدوميم).
واعتبرت هذه الخطة النقلة اللازمة، لشوط جديد في مشروع القدس اليهودية الكبرى. وقد طالب رئيس بلدية (معاليه أدوميم)، باستكمال ربط المستوطنة بمدينة القدس، واعتبارها جزءا منها رسميا.
ووعد بتغيير الصورة الحالية التي يرى فيها المسافر عن طريق القدس ـ أريحا إلى المستوطنة، مناطق فارغة، وقرى عربية معادية، إلى صورة أخرى من الأحياء والفنادق المتصلة على الطريق مع مضاعفة عدد المستوطنين.
الخطة التي طالب رئيس البلدية بتطبيقها تلحظ مصادرة أراض فلسطينية ما بين المستوطنة ومدينة القدس، والتي تعود ملكيتها لأهالي الطور والعيزرية وأبوديس.
أيّد ثمانون عضو كنيست إسرائيلي عام ستة وتسعين، مصادرة هذه الأراضي، وتحقيق التواصل الذي يدور الحديث عنه منذ زمن طويل، فيما جرى الشروع عمليا، وفي العام نفسه في بناء ألف ومائتي سكن للمستوطنين، وأعلن أن الهدف هو استيعاب الزيادة العددية في المستوطنة.

### في عام 1999 م
عام تسعة وتسعين خطا الصهاينة خطوة أخرى في اتجاه مصادر المزيد من الأراضي وتحقيق الوصل بين (معاليه أدوميم) والقدس، وذلك حين صادقت ما تسمى المحكمة العليا في إسرائيل على خطة التوسيع وردت التماسا تقدم به مواطنون فلسطينيون تتهدد المصادرة أراضيهم، ضد مشروع التوسيع الذي يلتهم اثني عشر ألف دونم من أراضي أبو ديس والعيزرية والعيسوية والطور وعناتا.
فور صدور قرار المحكمة العليا، قامت سلطات الاحتلال بشق مسارب أرضية في جبل الزيتون، تشمل نفقين، يربطان الأحياء الاستيطانية في القدس الشرقية ومستوطنة (معاليه أدوميم)، مع منطقة (شدروت حاييم بارليف) غرب المدينة.

### في عام 2000م
وأواسط العام 2000 أعلن إيهود باراك رئيس الوزراء الإسرائيلي، أنه سيضم مستوطنتي (جعفات زئيف) و(معاليه أدوميم) إلى القدس بشكل عاجل، معطيا أمر المباشرة في التنفيذ.

### في عام 2001 م
وفي نيسان من عام 2001 أعلنت حكومة شارون عن توسعه جديدة (لمعاليه أدوميم)، تشمل إقامة أربعمائة وستة وتسعين مسكنا استيطانيا فيها.

## محاولة ربطها بالقدس
خطة توسيع (معاليه أدوميم) وربطها بالقدس، هي جزء من خطة أكثر توسعا، يطلق عليها اسم خطة باب الشرق، وتهدف إلى خلق تواصل للمستوطنات الإسرائيلية في قطاع عرضي واسع يمر من القدس عن طريق (معاليه أدوميم)، أريحا، والبحر الميت، وتشكل (معاليه أدوميم)، المدينة اللوائية لهذا القطاع، وذلك من ضمن مخطط القدس الكبرى.
سرّع عقد مؤتمر مدريد في عمليات توسيعالمستوطنة، إذ أن هدف تحويلها إلى مدينة استيطانية كان محددا له العام  2000م، ولكنه تحقق عمليا قبل هذا التاريخ بكثير، واستوعبت المستوطنة أعدادا كبيرة من المسجلين الجدد من الاتحاد السوفياتي السابق.
في مطلع عام 2017 بدأ الاحتلال الصهيوني مناقشة مشروع قانون ينص على فرض السيادة الإسرائيلية على مستوطنة معاليه أدوميم في مدينة القدس المحتلة. مناقشة بسط السيادة على «معاليه أدوميم» الأحد

## صور

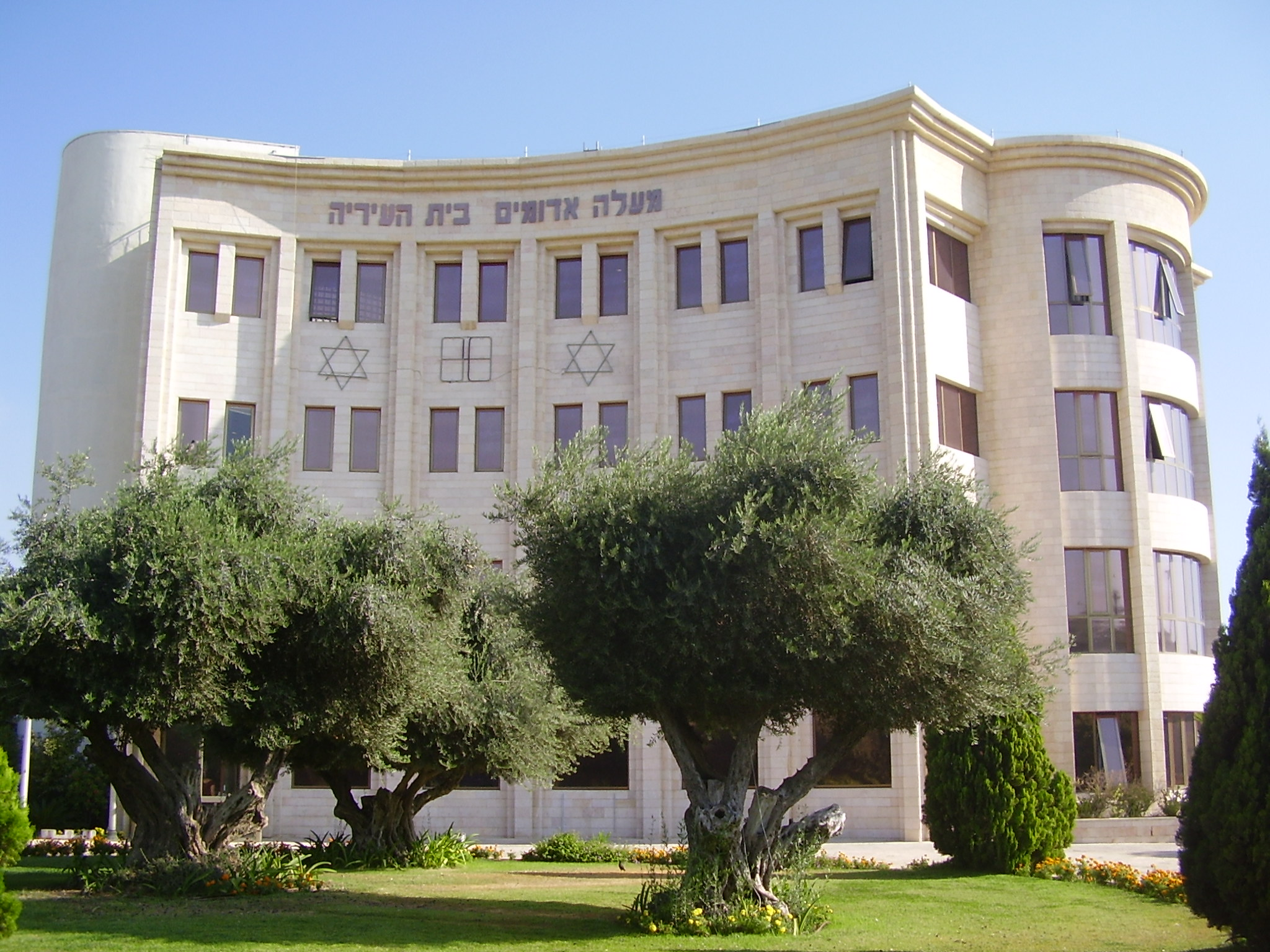
مبنى بلدية المستوطنة
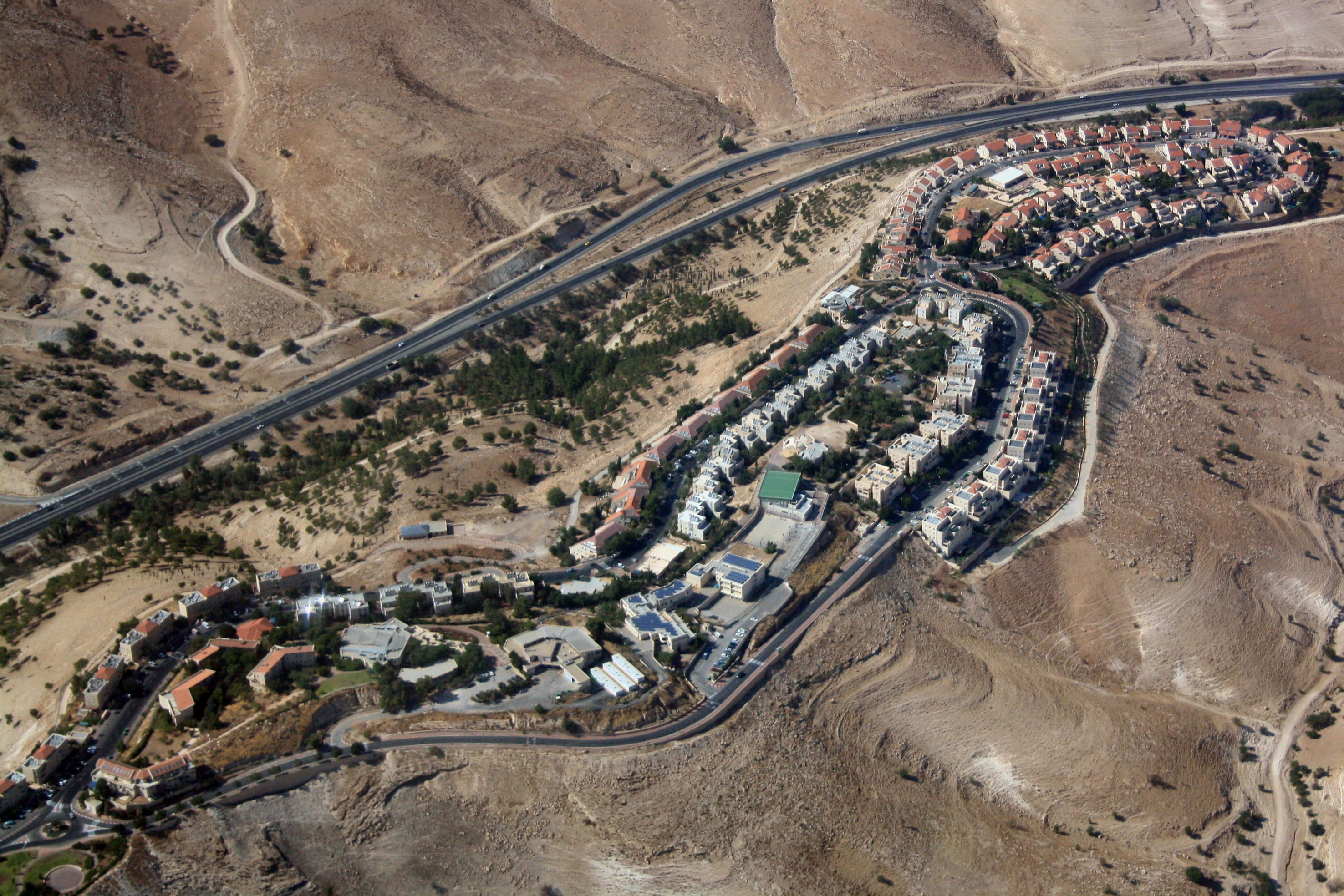
صورة جوية لجزء من المستوطنة ويظهر الشارع السريع المحاذي لها، 2013
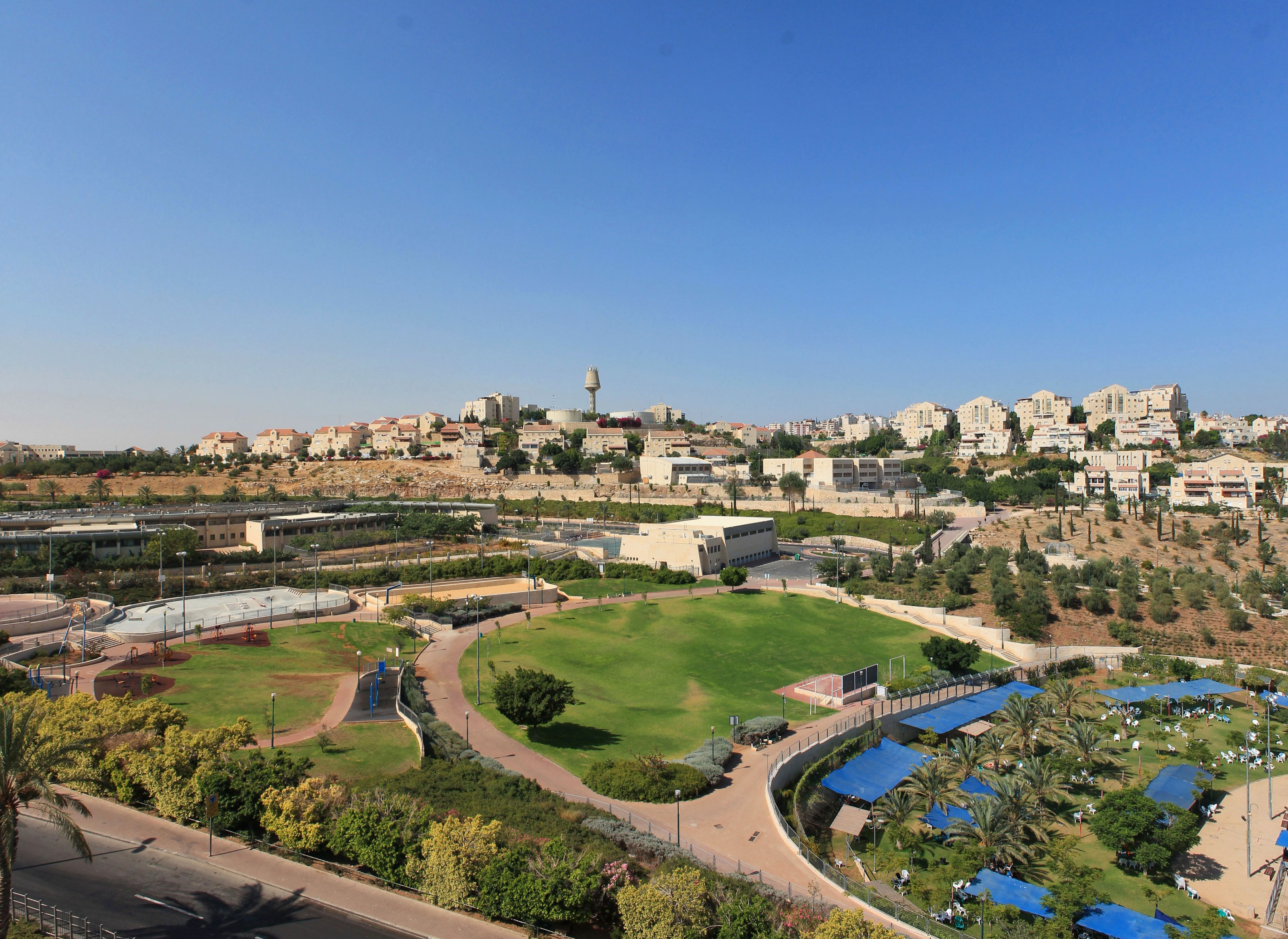
منطقة استجمام للمستوطنين
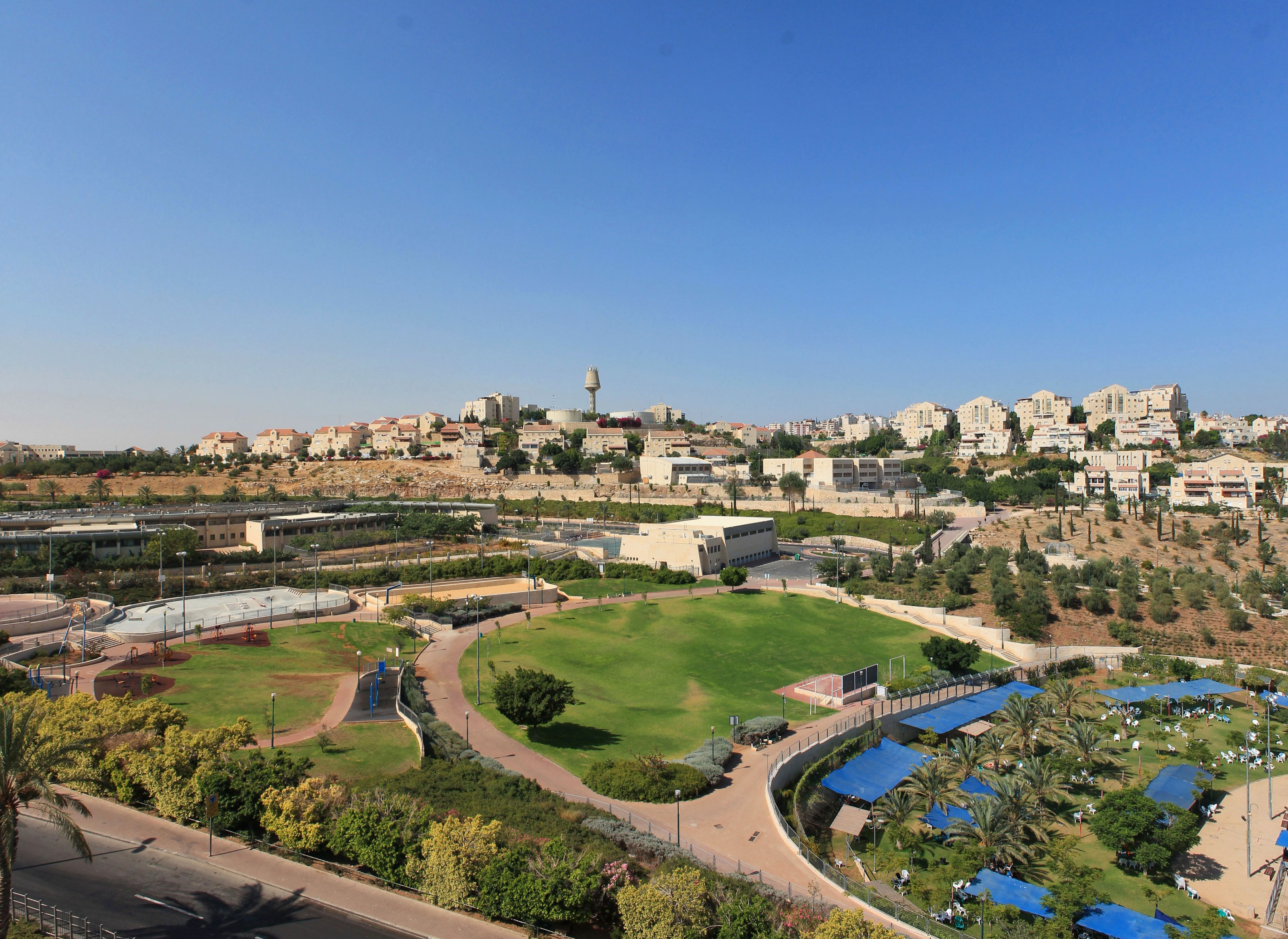
منطقة استجمام للمستوطنين
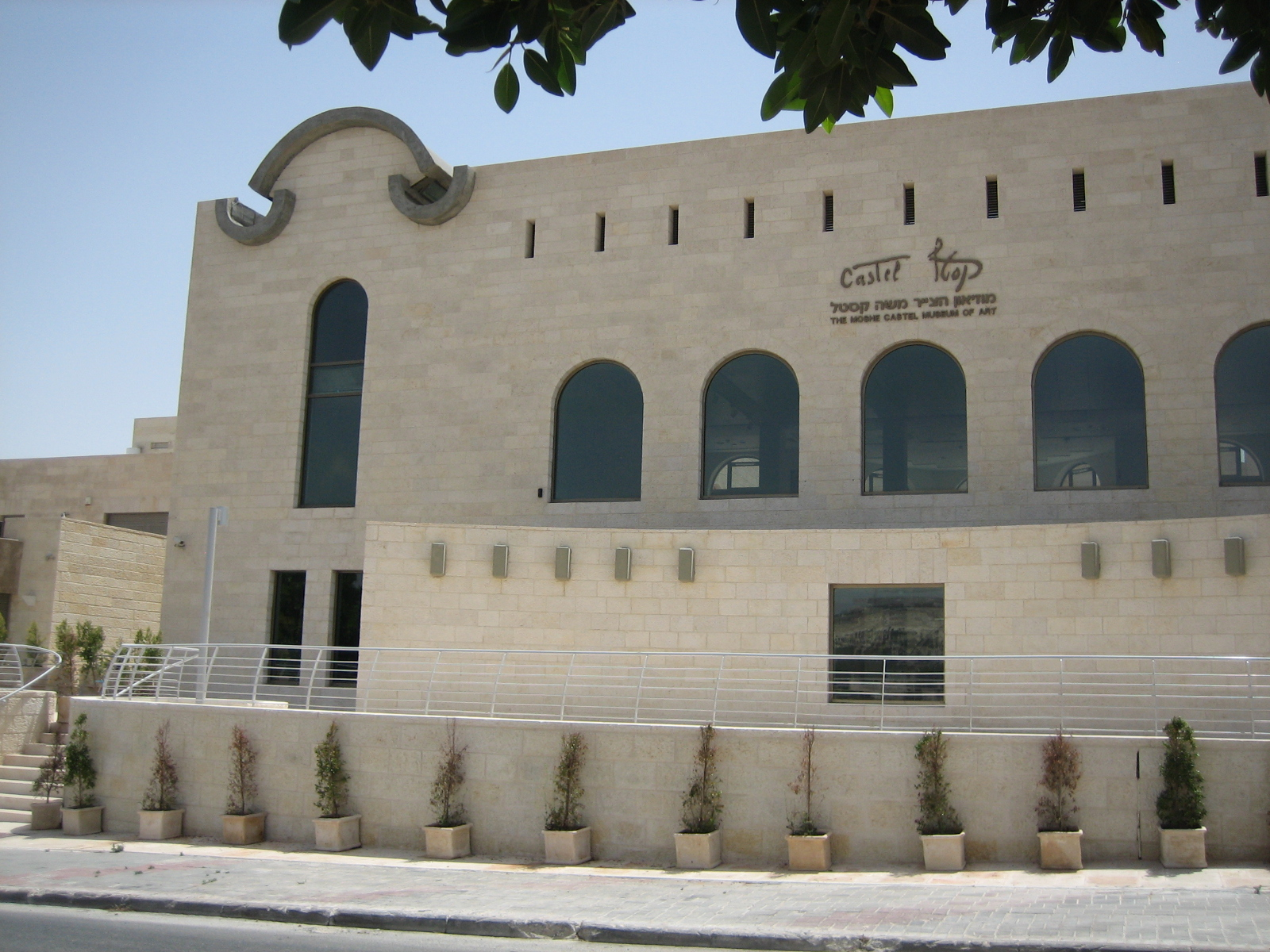
متحف في المستوطنة
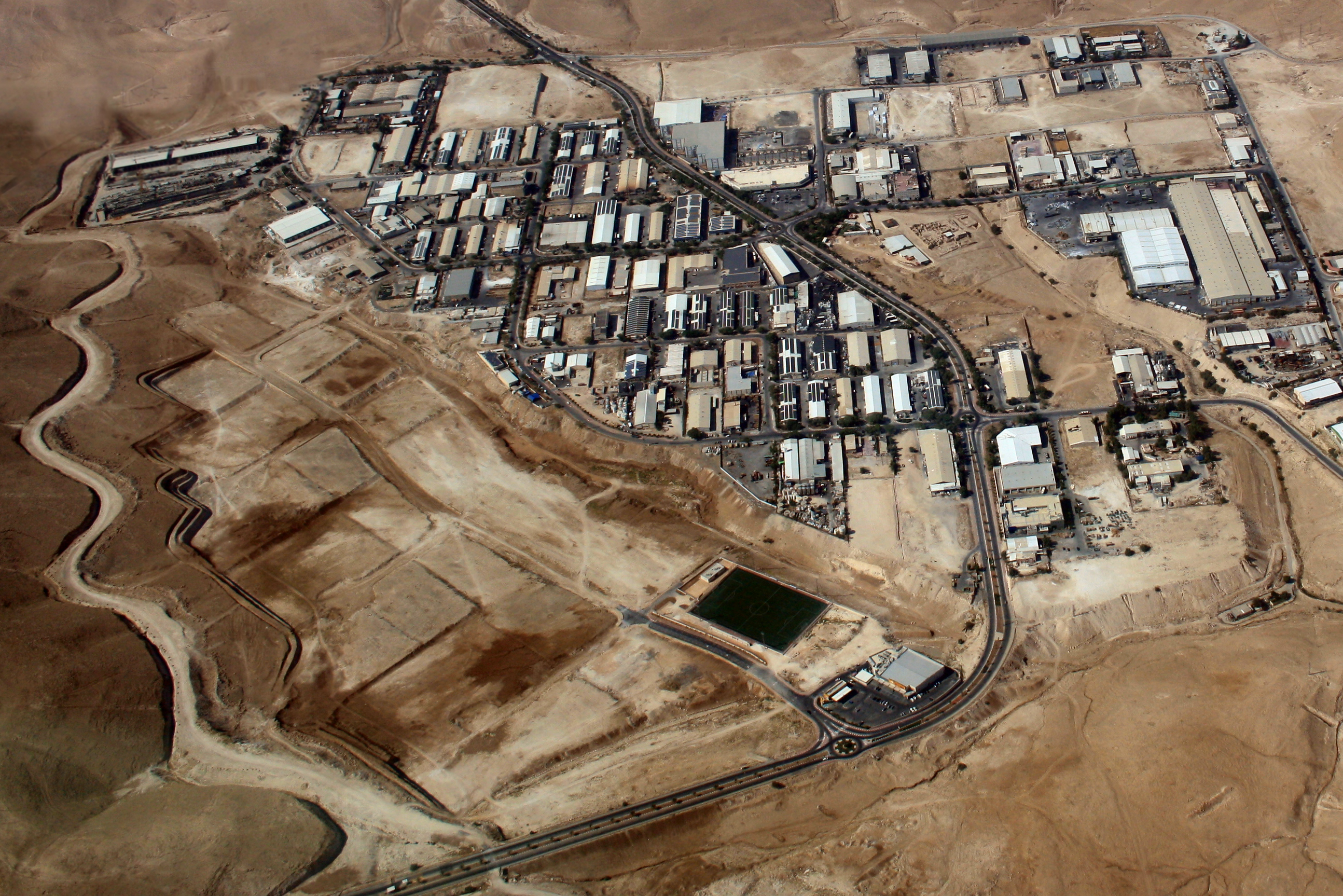
المنطقة الصناعية ميشور ادوميم التابعة لها، 2013